# Tina Lipicer
Tina Lipicer Samec (San Pietro-Vertoiba, 9 ottobre 1979) è una pallavolista slovena.
Gioca nel ruolo di schiacciatrice nel Gorica.

## Carriera
Tina Lipicer, dopo aver partecipato ad alcuni campionati minori, nel 2001 inizia la sua carriera da professionista nell'HIT Nova Gorica, nel massimo campionato sloveno
Nella stagione 2002-03 viene ingaggiata dal Corridonia, squadra di serie A2 italiana, mentre nella stagione successiva fa il suo esordio in serie A1 con la Nuova San Giorgio Pallavolo Sassuolo: nel mese di gennaio del 2004 viene però data in prestito nel Team Volley Imola in serie A2. Nella stagione 2004-05 ritorna nuovamente a Corridonia, sempre nella serie cadetta.
Dal 2005 è in Polonia per due stagioni, prima nel Pilskie Towarzystwo Piłki Siatkowej di Piła e poi nel Muszynianka, e in seguito approda in Russia, dove gioca per due annate con la CSKA Mosca: nel gennaio 2009 viene poi ingaggiata dal Giannino Pieralisi Volley di Jesi, con la quale vince il suo primo trofeo ossia la Challenge Cup. Nella stagione 2009-10 è al Florens Volley Castellana Grotte.
Nel 2010 lascia l'Italia per approdare al Prostějov, nel campionato ceco, con il quale vince lo scudetto ed una coppa nazionale. Nella stagione 2011-12 viene ingaggiata dal Cannes, con il quale si aggiudica la Coppa di Francia e lo scudetto.
Nella stagione 2012-13 passa all'Azərreyl, militante nel campionato azero; tuttavia a metà annata viene ceduta alla squadra del Forlì Bologna, nella Serie A1 italiana. Per il campionato 2013-14 resta in Italia e nella stessa categoria, ingaggiata dalla neopromossa Volleyball Casalmaggiore, così come nella stagione successiva quando gioca per la Pallavolo Scandicci.
Dopo un'annata di inattività, rientra in campo per la stagione 2016-17 col Kamnik in 1. DOL: tuttavia nel dicembre 2016 interrompe nuovamente la sua carriera, questa volta per maternità. Rientra in campo nell'annata 2018-19, ingaggiata dal Gorica, sempre nella massima divisione slovena.
Fa parte della nazionale della Slovenia.

## Palmarès

### Club
- Campionato ceco: 1

2010-11
- Campionato francese: 1

2011-12
- Coppa della Repubblica Ceca: 1

2010-11
- Coppa di Francia: 1

2011-12
- Challenge Cup: 1

2008-09